# Sandnes
Sandnes es un municipio situado en la provincia de Rogaland, al sudoeste de Noruega. Tiene una población estimada, a inicios de 2025, de 84 908 habitantes.

## Historia
Sandnes fue separado de Høyland como municipio propio en 1860, y ganó el estatus de ciudad el mismo año. El 1 de enero de 1965, los municipios rurales de Høyland y Høle, así como partes de Hetland, se fusionaron con Sandnes.

### Nombre
La ciudad lleva el nombre de una antigua granja ("Sandnæs", 1723), ya que la ciudad fue construida sobre su suelo. El primer elemento es la arena que significa "arena" o "playa"; el último elemento es ne, que significa "punta".

### Escudo
El escudo data del año 1972 y representa una ocarina. Las ocarinas fabricadas en Sandnes, las sandnesgauker, son afamadas y respetadas en toda Noruega.

## Geografía
La ciudad de Sandnes se encuentra a unos 15 kilómetros al sur de Stavanger, y estas dos ciudades se han expandido a fin de formar una conurbación. El municipio de Sola se encuentra al oeste, Klepp y Time al sur, y Gjesdal y Forsand al este. El fiordo Gandsfjorden tiene orientación norte-sur y termina en el centro de Sandnes.
Los distritos de Sandnes son: Austrått, Figgjo, Ganddal, Hana —incluyendo Aspervika y Dale—, Høle, Lura, Malmheim, Riska, Sandved, Soma, Stangeland, Sviland y Trones.
El paisaje de los municipios de Sandnes y Stavanger es bastante plano. En la larga costa oeste hay varias playas y más hacia el interior la tierra se eleva para formar llanuras bajas con algunos pequeños picos de que alcanzan los 400 o 500 m s. n. m. Desde Stavanger y Sandnes se tarda aproximadamente una hora en coche hasta las estaciones de esquí alpino. En Sandnes hay algunos pequeños picos de fácil acceso a la montaña como Dalsnuten y Lifjell, con una vista de la zona de Stavanger/Sandnes. El reconocido Lysefjord también es fácilmente accesible en coche o en barco.

## Economía
Sandnes alberga una gran variedad de tiendas al por menor de la mayoría de las clases y es utilizado por los municipios vecinos que aprecian el servicio y la amplia gama de opciones. La localidad se conoce como "la ciudad de la bicicleta de Noruega", debido principalmente al hecho de que el fabricante de la bicicleta Øglænd DBS estuvo situado aquí durante décadas. La ciudad ofrece una gran variedad de rutas para los ciclistas localies y los turistas. Desde el año 1996 un programa de alquiler de bicicletas públicas ha estado en funcionamiento en la ciudad.
La ciudad cuenta con una base industrial vibrante, principalmente en el área Ganddal en el sur y la zona Lura y Forus en el norte, hacia la frontera de Stavanger. Existe una importante actividad relacionada con la exploración de petróleo en el Mar del Norte y también algunas empresas de TI relacionados. En esta región suburbana entre Sandnes y Stavanger, también se han establecido centros comerciales y grandes almacenes. Entre estos centros comerciales está uno de los mayores centros comerciales de Noruega, Kvadrat, que significado "cuadrado" (aunque ya no es de forma cuadrada, dado que se ha ampliado varias veces desde que se abrió en 1984).
Alrededor del 30% de la población se emplea en Stavanger (Q4 2004). 
Sandnes era anteriormente conocida como la ciudad de la cerámica de Noruega, debido al importante desarrollo de dicha industria que había alcanzado, sobre la base de la amplia presencia de arcilla en los alrededores.